# Timothée de Fombelle
Pour les articles homonymes, voir Fombelle.
Œuvres principales
- Tobie Lolness
- Vango
- trilogie Alma
- Victoria rêve
- Le Livre de Perle
- Neverland
- Céleste, ma planète

Timothée de Fombelle, né en 1973 à Paris, est un écrivain et dramaturge français.
Connu pour deux diptyques, les romans Tobie Lolness et Vango, et pour la trilogie Alma, il est par ailleurs l'auteur d'une quinzaine de romans et album illustrés primés et traduits dans de nombreuses langues. À partir de 2008, il collabore avec la compagnie Paul les oiseaux et la chorégraphe Valérie Rivière.

## Biographie
Fils d'un architecte et urbaniste (1942-1996) et d'une conseillère conjugale, Timothée de Fombelle est le deuxième d'une fratrie de cinq enfants. Après deux ans passés en Côte d'Ivoire avec ses parents, et sa scolarité primaire à  l'école Bossuet (Paris) il entre au lycée Fénelon, où il obtient son baccalauréat en 1991. Après deux années de Classes préparatoires littéraires au lycée Condorcet, il est admis au CAPES de lettres et devient enseignant à La Courneuve (Seine-Saint-Denis). Il enseigne également comme coopérant à l'École normale supérieure de Hanoï (d) (Viêt-Nam).
En 1990, Timothée de Fombelle fonde la Troupe des Bords de Scène, compagnie théâtrale étudiante pour laquelle il a écrit et mis en scène Octobre en bruine, Le Déjeuner sur l'herbe, et Grand bal et Petits artifices.
Le Phare, créé avec l'acteur Clément Sibony et récompensé par le « Prix du Souffleur » 2002, le révèle comme auteur de théâtre. Il explore alors un théâtre intime, souvent centré sur la perte, la fragilité (Je danse toujours, 2003), mais il aborde aussi la comédie (Rose Cats, 2008).
En 2006, il se tourne aussi vers la littérature d'enfance et de jeunesse avec Tobie Lolness, roman pour adolescents, illustré par François Place, paru chez Gallimard Jeunesse. Le roman rencontre un succès mondial et est traduit en 29 langues. Il reçoit une vingtaine de prix français et internationaux, parmi lesquels le prix anglais Marsh Award, le prix italien Andersen (it) et la plupart des prix français consacrés à la littérature jeunesse. Timothée de Fombelle raconte les aventures de Tobie et de ses proches - créatures d'un millimètre et demi - vivant dans un arbre-monde.
Avec Céleste, ma planète, publié en 2007 dans la revue Je bouquine avant d’être publié chez Gallimard Jeunesse dans la collection Folio Junior, il reprend le thème de la planète vivante.
Le premier volume d'un nouveau roman, Vango, paraît en mars 2010 chez Gallimard. Cette saga projette un jeune héros, Vango, dans le tourbillon des années 1930. Le second volume paraît en 2011. Vango est publié dans 19 langues.
En 2014, est publié Le Livre de Perle, roman qui mêle le monde des féeries à celui du XXe siècle. Aussitôt récompensé par la Pépite du meilleur roman adolescent européen au Salon du livre et de la presse jeunesse à Montreuil puis par le Prix de la foire du livre de Brive, il est sélectionné pour la Carnegie Medal en 2017 (en Grande-Bretagne).
Illustré par Éloïse Scherrer, son premier album, La Bulle, paraît en 2015.
Georgia : tous mes rêves chantent, illustré par Benjamin Chaud, conte musical créé en 2016 avec l'ensemble Contraste (Gallimard Jeunesse), reçoit à nouveau une Pépite au Salon du livre et de la presse jeunesse à Montreuil.
En 2017, paraît Neverland aux éditions de l'Iconoclaste ; c'est son premier livre pour les adultes.
En 2020, le premier volet de la trilogie Alma, intitulé Alma, le vent se lève, qui met en scène des adolescents face à la traite négrière, reçoit les éloges du Monde des livres et de Lire - Le Magazine littéraire. L'éditeur anglo-américain de l'auteur, Walker Books, ne publiera pas le roman parce que, selon lui, « quand on est blanc, donc du côté de ceux qui ont exploité les Noirs, on ne peut pas décemment s'approprier l'histoire de l'esclavage ». Ce premier tome, finalement traduit par Holly James, sous le titreThe Wind Rises, est publié en anglais en août 2022 par Europa Editions, après le succès du deuxième volume de l'histoire de Alma, L'Enchanteuse, publié en 2021. Le troisième et dernier tome Alma, la liberté, est publié en 2024. Pour Télérama : « Envoûté et subjugué par Alma, superbe héroïne, on l’a suivie dans sa quête effrénée, stupéfait par sa témérité, encouragé par sa ténacité et bouleversé par son engagement à retrouver les siens, arrachés à leur terre pour devenir esclaves. Les mille trois cents pages de la trilogie de Timothée de Fombelle se referment, laissant planer dans l’atmosphère toutes les émotions et tous les rebondissements qu’elles ont charriés. Quelle fresque ! » La trilogie Alma est « un récit fictif nourri des lectures et recherches qu’il a engrangées depuis trente ans ».
En 2024, il est sélectionné pour la neuvième année d'affilée (depuis 2016) pour le prestigieux prix suédois, le Prix commémoratif Astrid-Lindgren.

## Œuvres

### Littérature jeunesse
- Victoria rêve, Gallimard Jeunesse, 2002 ; édition lue par l'auteur, livre-CD, Gallimard Jeunesse, coll. « Écoutez lire », 2019  (ISBN 9782075128216)
- Tobie Lolness (ill. François Place), Gallimard Jeunesse, 2006-2007

1. La Vie suspendue, Gallimard Jeunesse, coll. « Hors série littérature », 2006 ; réédition Gallimard Jeunesse, coll. « Folio junior », 2010 (ISBN 9782070629459) ; lu par Noam Morgensztern, Gallimard Jeunesse, coll. « Écoutez lire », fichier MP3, 2021
2. Les Yeux d'Elisha, Gallimard Jeunesse, coll. « Hors série littérature », 2007 ; réédition Gallimard Jeunesse, coll. « Folio junior », 2010  (ISBN 9782070629466) ; lu par Noam Morgensztern, Gallimard Jeunesse, coll. « Écoutez lire », fichier MP3, 2021

Réédition en seul 1 volume, Gallimard jeunesse, coll. « Hors série littérature », 2008, puis 2016  (ISBN 9782070601486) ; réédition, couv. illustrée par Emmanuel Polanco, Gallimard jeunesse, coll. « Grand format littérature », 2022
- collectif d'auteurs, Va y avoir du sport !, Gallimard Jeunesse, coll. « Scripto », 2006
- Les Aventures d'Anatole Peterson et Lola : Barouf à San Balajo : 1 heure d'aventure en musique, musiques de Thibault Renard et Guillaume Siron, dit par Cécile de France, illustré par Thomas Baas, livre-CD, Flammarion, 2007
- Céleste ma planète (ill. Anne Simon), Bayard jeunesse, coll. « Je bouquine » (no 285), 2007 ; réédition illustrée par Julie Ricossé, Gallimard Jeunesse, coll.« Folio junior », 96 p. (ISBN 9782070623242) ; adapté par l'Orchestre national de France, mis en musique par Sébastien Gaxie, sous le titre Céleste, ma planète : Conte symphonique pour voix et orchestre, livre-CD, Gallimard Jeunesse, coll. « Folio junior », 2014
- Les Noces de Figaro, un opéra de Mozart présenté par Timothée de Fombelle, illustré par Olivier Balez, raconté par Laurent Stocker, livre-CD, Gallimard Jeunesse, coll. « Grand répertoire », 2008, 61 p. (ISBN 9782070618590)
- Vango, Gallimard Jeunesse, 2010-2011

1. Entre ciel et terre, Gallimard Jeunesse, 2010 ; réédition, couv. illustrée par Manuele Fior, Gallimard Jeunesse, coll. Folio junior, 2015
2. Un prince sans royaume, Gallimard Jeunesse, 2011 ;  réédition, couv. illustrée par Manuele Fior, Gallimard Jeunesse, coll. Folio junior, 2015

Réédition en 1 seul volume, Gallimard Jeunesse, coll « Grand format littérature », 2013
- Victoria rêve, Gallimard Jeunesse, 2012, 112 p. (ISBN 9782070649860) ; réédition, Gallimard, coll. « Folio junior », 2013  (ISBN 9782070655137) lu par l'auteur, livre-CD Gallimard, coll. « Écoutez lire », 2019  (ISBN 9782075128216)
- Le Livre de Perle, Gallimard Jeunesse, 2014 (ISBN 9782070662937)  réédition, Gallimard Jeunesse, coll. « Pôle Fiction », 2017  (ISBN 9782070585540)
- La Bulle (ill. Éloïse Scherrer), Gallimard Jeunesse, 2015, 4 p. (ISBN 9782070662791)
- Georgia : tous mes rêves chantent, illustré par Benjamin Chaud ; lu par Cécile de France, production imaginée et réalisée par l'Ensemble Contraste, livre-CD, Gallimard Jeunesse, coll. « Hors série Musique », 2016, 44 p.
- Capitaine Rosalie (ill. Isabelle Arsenault), Gallimard Jeunesse, coll. « Albums Junior », 2019, 64 p. (ISBN 9782075107693)
- Quelqu'un m'attend derrière la neige, illustré par Thomas Campi, éditions Gallimard Jeunesse, 2019, 56 p. (ISBN 9782075093668)
- Le jour où je serai grande : une histoire de Poucette, photographies de Marie Liesse, éditions Gallimard Jeunesse, 2020, 32 p.  (ISBN 9782075134989)
- trilogie Alma, illustrée par François Place

1. Alma, le vent se lève, Gallimard Jeunesse, 2020, 400 p. (ISBN 9782075139106)  lu par Gaël Kamilindi, livre-CD, Gallimard, coll. « Écoutez lire », 2021, 4 p.  (ISBN 9782075163163)
2. Alma, l'enchanteuse, Gallimard Jeunesse, 2021, 432 p. (ISBN 9782075160612)  lu par Gaël Kamilindi, livre-CD, Gallimard, coll. « Écoutez lire », 2022, 4 p.  (ISBN 9782075163194)
3. Alma, la liberté, Gallimard Jeunesse, 2024, 480 p. (ISBN 9782075204637)

- Le Livre bleu (ill. Émilie Angebault), Belin Jeunesse, 2021
- Esther Andersen (ill. Irène Bonacina), Gallimard Jeunesse, 2021, 72 p. (ISBN 9782075147965)

### Livres pour adultes
- Je danse toujours, Actes Sud, coll. « Un endroit où aller », 2003
- Neverland, éditions de l'Iconoclaste, 2017 ; réédition, Gallimard, coll. « Folio », 2019
- avec Christian Cailleaux, illustré par Christian Cailleaux, Grammercy Park, Gallimard, coll. « Bandes dessinées hors collection », 2018, 104 p. (ISBN 9782070657568)

### Théâtre et spectacles
- La Robe des choses, création à Paris par Paris Théâtrale l'association en 2001
- Le Phare - Mise en scène de Nicole Aubry, création à Paris au Théâtre du Marais en septembre 2001
- La robe des choses (édité sous le titre Je danse toujours), monté par Paris Théâtrale l'association, 2001[16]; lu en ouverture du festival d'Avignon en 2003, monté au Théâtre du Rond-Point (Paris) en 2004, puis au Théâtre de la Pépinière (Paris) en octobre 2013 dans une mise en scène de Étienne Guichard[17]
- La mouche du Pharaon, diffusée sur France-Culture, octobre 2003
- Rosecats - mise en scène de Timothée de Fombelle, création au Théâtre du Renard (Paris), 2004, puis repris au Théâtre Les Déchargeurs (Paris)
- La baignoire et les deux chaises, pièce collective, mise en scène de Gilles Cohen, compagnie la Troupe des Bords de Scène, création au Théâtre du Rond-Point en 2005
- Saint-Pierre sous terre, créé au Théâtre du Rond-Point, 2005
- Grand Bal et petits artifices, pour la compagnie la Troupe des Bords de scène
- Je sais tout, diffusée sur France Culture[18] le 11 mars 2006
- Trois façons d'accommoder les pâtes, sélection du Comité de lecture de la Comédie-Française[19], 2007
- Les Nouveaux Caractères, d'après La Bruyère…, mise en scène Stéphanie Tesson, 2007
- Jazz Boxe, Timothée de Fombelle et Freddy Saïd Skoum, musique de Daniel Humair et Michel Portal, mise en scène de Henri Carballido, créé au Théâtre Zingaro (Aubervilliers), les 23 et 24 avril 2008
- Océan air, spectacle musical dont les paroles des chansons sont écrites par Timothée de Fombelle, conception et chorégraphie de Valérie Rivière (compagnie Paul les Oiseaux), 2008
- Chambre 26, conception et chorégraphie de Valérie Rivière, 2009
- Les Enfants sauvages, mise en scène de Betty Heurtebise (compagnie La Petite fabrique), 2010 - spectacle jeune public
- Chambre 360, conception et chorégraphie de Valérie Rivière, 2010
- Chambre 4, conception et chorégraphie de Valérie Rivière, 2010
- Toutes les filles devraient avoir un poème, conception et chorégraphie de Valérie Rivière, 2014
- Quelqu'un dans moi, dans le recueil T'es qui toi ?, éditions Moires, 2015
- Minute papillon, chorégraphie de Valérie Rivière, pour les enfants à partir de 7 ans, création 2016 ; au Théâtre Dunois (Paris), du 22 février au 5 mars 2017[20]
- Georgia, mise en scène Laurent-Guillaume Dehlinger, 2017
- Under the Milki Way, conception et chorégraphie de Valérie Rivière, 2020
- RebondiR, d'après Timothée de Fombelle, mise en scène de Paule Vernin, 2022

### Traductions
- Trois femmes autour de mon lit, de Przemysław Nowakowski (d), Aux nouvelles écritures théâtrales, 2004

## Prix et distinctions
- 2002 : Prix du Souffleur (prix de l'association Les Souffleurs) pour Le Phare
- 2006 : Prix Saint-Exupéry pour Tobie Lolness, tome 1, La Vie suspendue
- 2006 : Prix Tam-Tam du livre de jeunesse pour Tobie Lolness, tome 1, La Vie suspendue
- 2006 : Prix 12/17 de la Foire du livre de Brive pour Tobie Lolness, tome 1, La Vie suspendue
- 2006 : Prix LIBBYLIT, meilleurs roman de l'édition francophone, pour Tobie Lolness, tome 1, La Vie suspendue
- 2007 : Prix Sorcières, catégorie Romans jeunes pour Tobie Lolness, tome 1, La Vie suspendue
- 2006 : Prix Lire au collège (CRDP de l'Académie de Grenoble), pour Tobie Lolness, tome 1, La Vie suspendue
- 2007 : Grand prix de l'Imaginaire pour Tobie Lolness, tome 1, La Vie suspendue
- 2007 : Prix Millepages Jeunesse (librairie Millepages, Vincennes) pour Tobie Lolness, tome 1, La Vie suspendue
- 2007 : Grand prix des jeunes lecteurs pour Tobie Lolness, tome 1, La Vie suspendue
- (international) « Honour List » 2008[21] de l' IBBY pour Tobie Lolness, tome 1, La Vie suspendue
- 2008 :  Prix Bernard Versele, 5 chouettes, pour Tobie Lolness, tome 1, La Vie suspendue
- 2009 : Prix de l'Académie Charles Cros, coup de cœur des disques pour enfants, pour Les Noces de Figaro
- 2011 : Prix des Mordus du polar des bibliothèques de la ville de Paris pour Vango
- 2012 : Prix Ado-Lisant pour Vango, tome 1, Entre ciel et terre
- 2012 : (international) « Honour List »[22] de l' IBBY pour Vango
- 2014 : Pépite du roman ado-européen du Salon du livre et de la presse jeunesse à Montreuil[23]) pour Le Livre de Perle
- 2015 : Prix du Livre de jeunesse 12/14 de la Foire du livre de Brive pour Le Livre de Perle[24]
- 2016 : Pépite des Moyens du Salon du livre et de la presse jeunesse à Montreuil pour Georgia
- 2016 : Coup de cœur Jeune Public automne 2016 de l'Académie Charles-Cros pour Georgia[25]
- 2020 : Prix Gulli-du-roman pour Alma, Le vent se lève
- 2020 : Prix France Télévisions pour Alma, Le vent se lève
- 2021 : Prix Sorcières, catégorie Carrément Passionnant, univers Maxi pour Alma, Le vent se lève[26]
- Sélections de 2016 à 2024 (neuf années d'affilée) pour le Prix commémoratif Astrid-Lindgren[15]

## Décorations
- Chevalier de l'ordre national du Mérite Décret du 31 décembre 2020[1]
- Chevalier de l'ordre des Arts et des Lettres